# OpenModelica
OpenModelica és un entorn lliure i de codi obert basat en el llenguatge de modelització Modelica per modelar, simular, optimitzar i analitzar sistemes dinàmics complexos. Aquest programari està desenvolupat activament per Open Source Modelica Consortium, una organització no governamental sense ànim de lucre. El Open Source Modelica Consortium s'executa com un projecte de RISE SICS East AB en col·laboració amb la Universitat de Linköping.
OpenModelica s'utilitza en entorns acadèmics i industrials. Les aplicacions industrials inclouen l'ús d'OpenModelica juntament amb programari propietari en els camps de l'optimització de centrals elèctriques, l'automoció i el tractament d'aigües.
MDT (Modelica Development Toolkit) és un connector d'Eclipse que integra el compilador OpenModelica amb Eclipse. Proporciona un editor per a l'edició avançada de models basats en text amb assistència de codi. MDT interactua amb el compilador OpenModelica mitjançant una API basada en CORBA existent i s'utilitza principalment en el desenvolupament del compilador OpenModelica.